# Mistrzejowice
Mistrzejowice là một trong 18 quận của Krakow; được biết đến với cái tên Dzielnica XV (Quận 15), nằm ở phía bắc của thành phố. Cái tên Mistrzejowice xuất phát từ một ngôi làng cùng tên (lần đầu tiên được đề cập vào năm 1270) hiện là một phần của huyện.
Theo Tổng cục Thống kê Trung ương dữ liệu, diện tích của huyện là 5,59 kilômét vuông (2,16 dặm vuông Anh) và 53 015 người sinh sống ở Mistrzejowice.

## Phân khu Mistrzejowice
Mistrzejowice được chia thành các phân khu nhỏ hơn (osiedles). Đây là danh sách.
- Batowice
- Dziekanowice
- Mistrzejowice
- Osiedle Bohaterów Września
- Osiedle Kombatantów
- Osiedle Mistrzejowice Nowe
- Osiedle Oświecenia
- Osiedle Piastów
- Osiedle Srebrnych Orłów
- Osiedle Tysiąclecia
- Osiedle Złotego Wieku